# Matti Lund Nielsen
Matti Lund Nielsen (født 8. maj 1988) er en dansk fodboldspiller, der senest spillede for Hvidovre IF.

## Karriere
Han spiller på den centrale offensive midtbane.

### Odense Boldklub
Han blev rykket op på OB's 1. hold, efter flere succesrige sæsoner på på OB's Danmarksserie old. Han fik sin debut på 1. holdet den 4. marts 2007 i Royal League-kampen mellem OB og Lillestrøm.
Han spillede i Lyngby, hvor han var på en etårig lejekontrakt i 2008/09. Året efter kom han tilbage til OB, hvor han dog ikke formåede at få spilletid i efteråret 2009.